# بلاسكو دي غاراي
بلاسكو دي غاراي (بالإسبانية: Blasco de Garay)‏ هو مخترع وبحار وعسكري إسباني، ولد في 1500، وتوفي في 1552 في برشلونة في إسبانيا.